# Serralongue
Serralongue (kat.: Serrallonga) to miejscowość i gmina we Francji, w regionie Oksytania, w departamencie Pireneje Wschodnie.
Według danych na rok 1990 gminę zamieszkiwało 210 osób, a gęstość zaludnienia wynosiła 9 osób/km² (wśród 1545 gmin Langwedocji-Roussillon Serralongue plasuje się na 701. miejscu pod względem liczby ludności, natomiast pod względem powierzchni na miejscu 307.). 

## Zabytki
Zabytki na terenie gminy posiadające status monument historique:
- Conjurador de Serralongue
- kościół św. Marii (Église Sainte-Marie de Serralongue)
- wieża Cabrenç (Tours de Cabrenç)